# 名古屋葵大学中学校・高等学校
名古屋葵大学中学校・高等学校（なごやあおいだいがくちゅうがっこう・こうとうがっこう）は、愛知県名古屋市瑞穂区汐路町に所在する日本の私立中学校・高等学校。

## 沿革
《出典：》
- 1915年（大正04年）2月 - 私立名古屋女学校として創立。
- 1921年（大正10年）4月 - 名古屋高等女学校と改称。
- 1940年（昭和15年）4月 - 姉妹校として緑ヶ丘高等女学校が開校。
- 1948年（昭和23年）4月 - 学制改革に伴い、名古屋高女・緑ヶ丘高女を合併のうえ名古屋女学院中学校・高等学校に転換。
- 1967年（昭和42年）4月 - 名古屋女子大学中学校・高等学校と改称。
- 2025年（令和07年）4月 - 名古屋女子大学の共学化に伴い、名古屋葵大学中学校・高等学校と改称。
- 2026年（令和08年）4月 - 共学化（予定）[4]。

## 学科・コース（高等学校）
普通科
- BI類：特別進学コース（ハイクオリティーコース）
- BII類：高大一貫コース（ホリスティックコース）
- BIII類：国際言語コース（バイリンガルコース）

## 学校行事
《出典：》

### 一学期
4月
入学式、始業式、新入生歓迎会、オリエンテーション合宿（高1）
5月
球技大会、オリエンテーション合宿（中1）、体力テスト
6月
体育祭(日本ガイシホール)
7月
終業式
8月
学習合宿

### 二学期
9月
始業式、学園祭（文化祭)
11月
社会見学（中学）
12月
終業式

### 三学期
1月
始業式、サロンベール（中高総合美術展）
2月
予餞会（高校）、献花式、卒業式（高3）
3月
終業式、修了式（中3）

## 部活動

### 運動部
- 弓道（高校のみ）
- 新体操
- バスケットボール
- バレーボール
- バドミントン
- テニス
- 陸上競技
- 軽スポーツ（中学のみ）
- バトン（高校のみ）
- ダンス部（高校のみ）
- ハンドボール（高校のみ）

### 文化部
- 吹奏楽マーチングバンド
- 写真（高校のみ）
- 美術
- 合唱
- 自然科学（高校のみ）
- 英語
- 漫画研究
- 歴史研究
- 花道
- 文芸(高校のみ)
- 茶道
- 演劇
- 音楽（中学のみ）
- 軽音楽（高校のみ）
- 文芸
- 放送
- 家庭（中学のみ）
- 料理研究（高校のみ）
- 被服手芸(高校のみ)
- 映画（高校のみ）
- JRC（高校のみ）

## 交通アクセス
- 名古屋市営地下鉄桜通線 瑞穂区役所駅から徒歩で約7分。

## 著名な出身者
- 藤崎安可里（元タレント）
- 香里奈（モデル・女優）
- えれな（モデル）
- 紺野ゆり（モデル）
- 金田久美子（プロゴルファー）
- 彦坂桜（パーツモデル）
- 藍羽ひより（宝塚歌劇団星組娘役）